# Ar-Raján
Ar-Raján (arabsky: الريان‎; psáno také jako ar-Rajján) je třetí největší okres ve státě Katar. Jeho hlavním sídlem je stejnojmenné město, které se nachází na východě okresu. Z velké části obklopuje metropolitní Dauhá, přičemž slouží jako jeho předměstí. 
Pod správu okresu spadá také rozsáhlé území převážně nezastavěné země na jihozápadě.
Na území okresu se nachází stadion Ahmada bin Alího, hostitelský stadion pro 7 zápasů Mistrovství světa ve fotbale 2022.